# Diocesi di Jaca

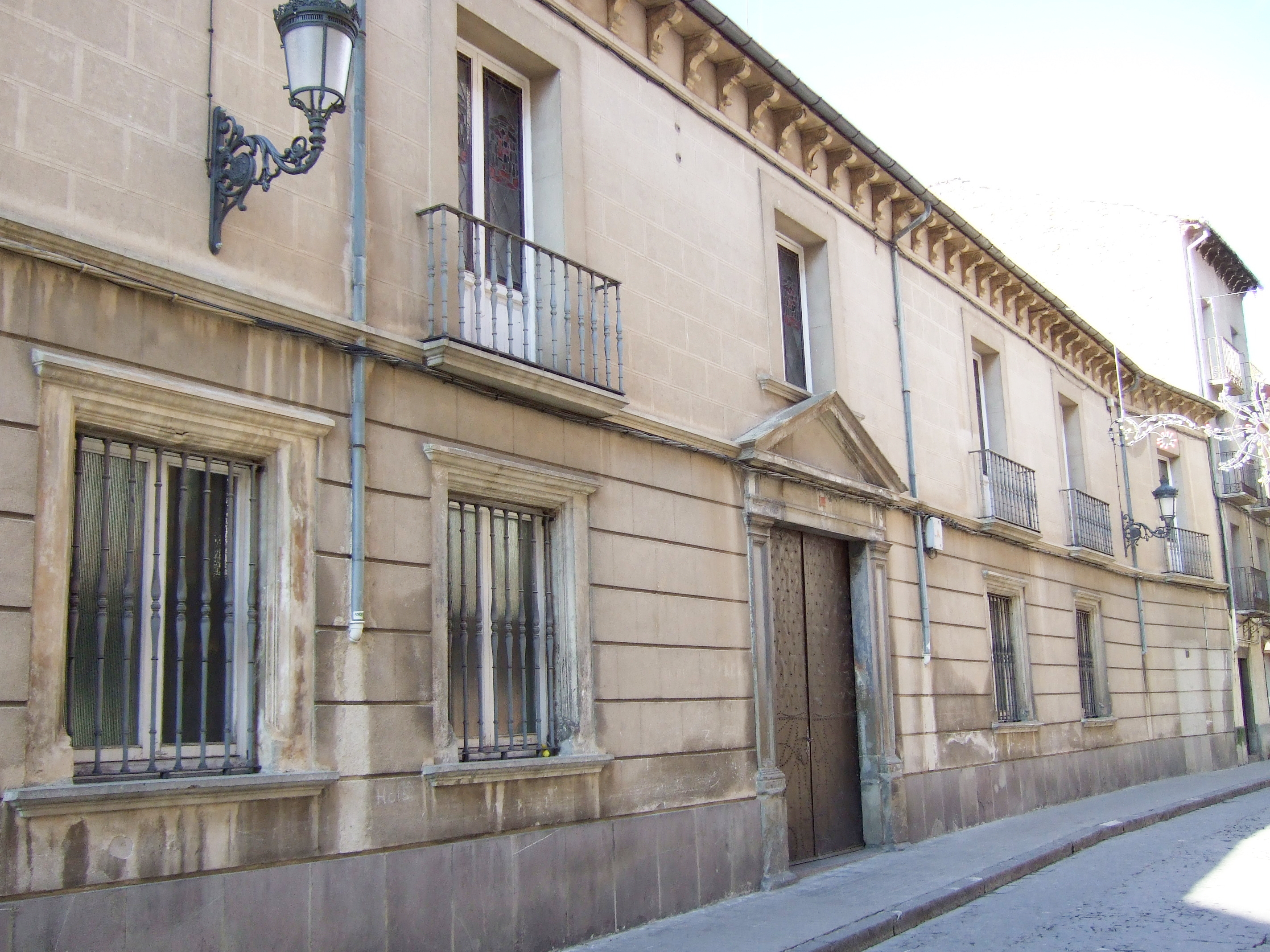
Il palazzo vescovile di Jaca.

La diocesi di Jaca (in latino Dioecesis Iacensis) è una sede della Chiesa cattolica in Spagna suffraganea dell'arcidiocesi di Pamplona. Nel 2023 contava 49.200 battezzati su 50.430 abitanti. È retta dal vescovo Pedro Aguado Cuesta, Sch. P.

## Territorio
La diocesi comprende parte delle province aragonesi di Huesca e Saragozza, nonché il villaggio di Petilla de Aragón che appartiene alla Navarra.
Sede vescovile è la città di Jaca, dove si trova la cattedrale di San Pietro (San Pedro).
Il territorio è eminentemente rurale: due soli centri, Jaca e Sabiñánigo, superano i 5.000 abitanti e annoverano oltre la metà dell'intera popolazione diocesana. La restante parte è dispersa in 201 nuclei abitati.
Il territorio si estende su 5.896 km² ed è suddiviso in 181 parrocchie, raggruppate in 4 arcipresbiterati: Biescas, Erla-Uncastillo, Sabiñánigo, Jaca-Berdún.

## Storia
Nel X secolo i territori dell'odierna diocesi appartenevano al regno di Navarra. Nel 922 Galindo, vescovo di Pamplona, considerando troppo ampia la propria diocesi, consacrò tre nuovi vescovi per la contea d'Aragona, fra cui Ferriolo, che ricevette il titolo di vescovo di Sasave, monastero della Valle de Lubierre che divenne sede vescovile.
Nel 1077 il re Sancho Ramírez elevò il villaggio (villa) di Jaca a città, facendone la prima capitale d'Aragona e stabilendovi la sede episcopale, suffranea dell'arcidiocesi di Tarragona. Primo vescovo fu García Ramírez, fratello del re, cui seguì il vescovo Pedro.
Infatti, il 19 novembre 1096 Huesca fu riconquistata dal re Pietro I d'Aragona (1094-1104), che ne fece la nuova capitale del regno. Nell'ottobre del 1097 il vescovo Pedro di Jaca trasferì la sede della diocesi aragonese a Huesca, decisione confermata l'11 maggio 1098 da papa Urbano II. Tuttavia la sede di Jaca non fu completamente soppressa, poiché mantenne la propria cattedrale e il capitolo dei canonici. Da questo momento la diocesi ebbe il doppio nome di "diocesi di Huesca e Jaca".
La separazione delle due diocesi fu sancita dalla bolla Cum ad hoc di papa Pio V del 18 giugno 1571, che ebbe effetto a partire dall'8 marzo 1573, dando così origine alla presente diocesi, suffraganea dell'arcidiocesi di Saragozza, e alla diocesi di Huesca.
Nel 1785 al territorio della diocesi si aggiunse l'arcipresbiterato della Valdonsella, che prima apparteneva alla diocesi di Pamplona e che fin dal Medioevo era conteso fra le due diocesi.
Il 2 settembre 1955, facendo seguito al concordato del 1953 che stabiliva di far coincidere i limiti delle diocesi con quelli delle province civili, furono rivisti i confini con le diocesi vicine: la diocesi di Jaca acquisì l'arcipresbiterato di Broto dalla diocesi di Huesca e altre 4 parrocchie dall'arcidiocesi di Saragozza, e cedette la parrocchia di Eres alla stessa Huesca.
L'11 agosto 1956 è entrata a far parte della provincia ecclesiastica di Pamplona.
Dal 23 ottobre 2003 è unita in persona episcopi alla diocesi di Huesca, pur rimanendo distinte le rispettive province ecclesiastiche.

## Cronotassi dei vescovi
Si omettono i periodi di sede vacante non superiori ai 2 anni o non storicamente accertati.
- García Ramírez † (11 luglio 1076 - 17 luglio 1086 deceduto)
- Pedro † (1087 - 1097 nominato vescovo di Huesca e Jaca)
  - Sede traslata a Huesca (1097 - 1571)
- Pedro del Frago Garcés † (26 novembre 1572 - 11 settembre 1577 nominato vescovo di Huesca)
- Gaspar Juan de la Figuera † (2 giugno 1578 - 28 marzo 1583 nominato vescovo di Albarracín)
- Pedro de Aragón † (4 maggio 1584 - 15 aprile 1592 nominato vescovo di Lérida)
- Diego Monreal † (5 giugno 1592 - 14 febbraio 1594 nominato vescovo di Huesca)
- Malaquías Asso, O.Cist. † (23 maggio 1594 - 28 agosto 1606 deceduto)
- Tomás Cortés de Sangüesa † (4 luglio 1607 - 27 agosto 1614 nominato vescovo di Teruel)
- Diego Ordóñez, O.F.M. † (22 settembre 1614 - 6 luglio 1615 nominato vescovo di Salamanca)
- Pedro Fernández Zorrilla † (1615 - 23 marzo 1616 nominato vescovo di Mondoñedo)
- Felipe Guimerá, O. de M. † (30 maggio 1616 - 24 gennaio 1617 deceduto)
- Luis Díaz Aux de Armendáriz, O.Cist. † (21 agosto 1617 - 8 agosto 1622 nominato vescovo di Urgell)
- Juan Estelrich † (14 novembre 1622 - 10 maggio 1626 deceduto)
- José Palafox Palafox † (22 marzo 1627 - 28 dicembre 1628 deceduto)
- Álvaro de Mendoza, O.F.M. † (29 maggio 1628 - 23 agosto 1631 deceduto)
- Vicente Domec † (15 dicembre 1631 - 17 novembre 1635 nominato vescovo di Albarracín)
- Mauro de Villarroel, O.S.B. † (3 dicembre 1635 - 23 novembre 1646 deceduto)
- Juan Domingo Briz Trujillo † (1º luglio 1647 - 3 maggio 1648 deceduto)
- Gerónimo de Ipienza † (7 dicembre 1648 - 12 luglio 1652 deceduto)
- Bartolomé de Foncalda, O.S.A. † (3 febbraio 1653 - 31 gennaio 1671 nominato vescovo di Huesca)
- Andrés Aznar Naves † (16 novembre 1671 - 16 aprile 1674 nominato vescovo di Teruel)[2]
  - Sede vacante (1674-1677)
- Bernardo Mateo Sánchez de Castellar † (8 febbraio 1677 - 11 gennaio 1683 nominato vescovo di Tarazona)
- Miguel Lorenzo de Frías y Espinel † (8 marzo 1683 - 22 agosto 1704 deceduto)
- Mateo Foncillas Mozárabe † (27 aprile 1705 - 8 maggio 1717 deceduto)
- Francisco Palanco, O.M. † (1º ottobre 1717 - 1º ottobre 1720 deceduto)
- Miguel Estela, O.M. † (16 luglio 1721 - 6 marzo 1727 deceduto)
- Antonio Alejandro Sarmiento Sotomayor † (26 gennaio 1728 - 20 settembre 1728 nominato vescovo di Mondoñedo)
- Pedro Espinosa de los Monteros † (20 settembre 1728 - 4 maggio 1733 deceduto)
- Ramón Nogués † (24 marzo 1734 - 6 ottobre 1738 deceduto)
- Juan Domingo Manzano Carvajal † (4 maggio 1739 - 5 settembre 1750 deceduto)
- Esteban Villanova Colomer † (17 maggio 1751 - 4 agosto 1755 nominato vescovo di Tarazona)
- Pascual López Estaún † (17 novembre 1755 - 15 aprile 1776 nominato vescovo di Huesca)
- Andrés Pérez Bermúdez, O.F.M. † (12 maggio 1777 - 8 febbraio 1779 deceduto)
- Julián Gascueña Herráiz, O.F.M.Disc. † (19 giugno 1780 - 20 settembre 1784 nominato vescovo di Avila)
- José López Gil, O.Carm. † (19 dicembre 1785 - 1802 deceduto)
- Lorenzo Algüero Ribera, O.S.M. † (16 maggio 1803 - 19 dicembre 1814 nominato vescovo di Segorbe)
- Cristóbal Pérez Viala † (10 luglio 1815 - 9 novembre 1822 deceduto)
- Leonardo Santander Villavicencio † (24 maggio 1824 - 23 giugno 1828 nominato vescovo di Astorga)
- Pedro Rodríguez Miranda, O. de M. † (28 settembre 1829 - 28 agosto 1831 deceduto)
- Manuel María Gómez de las Rivas † (24 febbraio 1832 - 17 dicembre 1847 nominato arcivescovo di Saragozza)
- Miguel García Cuesta † (14 aprile 1848 - 5 settembre 1851 nominato arcivescovo di Santiago di Compostela)
- Juan José Biec Belio † (18 marzo 1852 - 13 luglio 1856 deceduto)
- Pedro Lucas Asensio Poves † (21 dicembre 1857 - 18 novembre 1870 deceduto)
  - Sede vacante (1870-1874)
- Ramón Fernández y Lafita † (16 gennaio 1874 - 29 settembre 1890 deceduto)
- José López Mendoza y García, O.S.A. † (1º giugno 1891 - 14 dicembre 1899 nominato vescovo di Pamplona)
- Francisco Javier Valdés y Noriega, O.S.A. † (14 dicembre 1899 - 14 novembre 1904 nominato vescovo di Salamanca)
- Antolín López y Peláez † (14 novembre 1904 - 18 luglio 1913 nominato arcivescovo di Tarragona)
- Manuel de Castro y Alonso † (28 ottobre 1913 - 9 luglio 1920 nominato vescovo di Segovia)
- Francisco Frutos Valiente † (21 settembre 1920 - 14 dicembre 1925 nominato vescovo di Salamanca)
- Juan Villar y Sanz † (20 dicembre 1926 - 10 giugno 1943 nominato vescovo di Lérida)
  - Sede vacante (1943-1945)
- José María Bueno y Monreal † (25 novembre 1945 - 13 maggio 1950 nominato vescovo di Vitoria)
- Ángel Hidalgo Ibáñez † (5 ottobre 1950 - 31 gennaio 1978 ritirato)
- Juan Ángel Belda Dardiñá † (31 gennaio 1978 - 28 luglio 1983 nominato vescovo di León)
- Rosendo Álvarez Gastón † (16 novembre 1984 - 12 maggio 1989 nominato vescovo di Almería)
- José María Conget Arizaleta † (7 marzo 1990 - 18 ottobre 2001 deceduto)
  - Sede vacante (2001-2003)[3]
- Jesús Sanz Montes, O.F.M. (23 ottobre 2003 - 21 novembre 2009 nominato arcivescovo di Oviedo)
- Julián Ruiz Martorell (30 dicembre 2010 - 31 ottobre 2023 nominato vescovo di Sigüenza-Guadalajara)[4]
- Pedro Aguado Cuesta, Sch. P., dal 29 marzo 2025

## Statistiche
La diocesi nel 2023 su una popolazione di 50.430 persone contava 49.200 battezzati, corrispondenti al 97,6% del totale.
| anno | popolazione | popolazione | popolazione | presbiteri | presbiteri | presbiteri | presbiteri                | diaconi | religiosi | religiosi | parrocchie |
| anno | battezzati  | totale      | %           | numero     | secolari   | regolari   | battezzati per presbitero | diaconi | uomini    | donne     | parrocchie |
| ---- | ----------- | ----------- | ----------- | ---------- | ---------- | ---------- | ------------------------- | ------- | --------- | --------- | ---------- |
| 1950 | 63.580      | 63.589      | 100,0       | 122        | 94         | 28         | 521                       |         | 28        | 48        | 154        |
| 1970 | 49.606      | 49.639      | 99,9        | 143        | 115        | 28         | 346                       |         | 35        | 103       | 178        |
| 1980 | 41.400      | 41.500      | 99,8        | 111        | 96         | 15         | 372                       |         | 21        | 81        | 178        |
| 1990 | 41.600      | 41.700      | 99,8        | 80         | 69         | 11         | 520                       | 2       | 17        | 83        | 178        |
| 1999 | 42.111      | 42.252      | 99,7        | 78         | 62         | 16         | 539                       | 2       | 23        | 70        | 209        |
| 2000 | 44.850      | 45.000      | 99,7        | 66         | 57         | 9          | 679                       | 2       | 14        | 70        | 217        |
| 2001 | 45.642      | 45.780      | 99,7        | 66         | 57         | 9          | 691                       | 2       | 14        | 71        | 217        |
| 2002 | 46.442      | 46.780      | 99,3        | 69         | 60         | 9          | 673                       | 2       | 14        | 69        | 217        |
| 2003 | 46.442      | 46.780      | 99,3        | 67         | 58         | 9          | 693                       | 2       | 15        | 69        | 217        |
| 2004 | 46.442      | 46.780      | 99,3        | 69         | 60         | 9          | 673                       | 2       | 15        | 71        | 230        |
| 2006 | 46.400      | 46.800      | 99,1        | 65         | 56         | 9          | 713                       | 2       | 13        | 70        | 230        |
| 2013 | 49.250      | 50.200      | 98,1        | 55         | 46         | 9          | 895                       |         | 9         | 44        | 181        |
| 2016 | 49.200      | 49.900      | 98,6        | 55         | 45         | 10         | 894                       |         | 10        | 37        | 181        |
| 2019 | 48.900      | 49.600      | 98,6        | 47         | 40         | 7          | 1.040                     |         | 8         | 32        | 181        |
| 2021 | 49.500      | 50.220      | 98,6        | 44         | 38         | 6          | 1.125                     |         | 6         | 25        | 181        |
| 2023 | 49.200      | 50.430      | 97,6        | 44         | 37         | 7          | 1.118                     | 1       | 8         | 23        | 181        |